# FFFFOUND!
FFFFOUND!는 등록된 사용자들이 인터넷에서 이미 존재하는 이미지를 공유하고 이미지의 맞춤 추천을 받을 수 있는 소셜 북마크 웹사이트이다. 등록되지 않은 사용자도 이러한 게시물 열람이 가능하며 추천을 받을 수 있다. 다만 회원가입은 그 기준이 엄격했다. 이 사이트는 2007년 나카무라 유고가 소유한 일본 기업 Tha의 아베 요스케와 기타무라 케이타가 설립했다.
2017년 5월 15일 부로 이 웹사이트는 문을 닫았다.